# Exhorder
Exhorder är ett amerikanskt groove metal- och thrash metal-band från New Orleans, Louisiana. De var aktiva på 80- och 90-talet och spelar också sedan 2008.

## Medlemmar
Nuvarande medlemmar
- Vinnie LaBella – gitarr (1985–1994, 1998, 2003, 2008–2011, 2017–)
- Kyle Thomas – sång (1985–1994, 1998–2003, 2008–2011, 2017–)
- Jason Viebrooks – basgitarr (2017–)
- Sasha Horn – trummor (2017–)
- Marzi Montazeri – gitarr (2017–)

Tidigare medlemmar
- David Main – gitarr (1985–1988)
- Andy Villafarra – basgitarr (1985–1990, 2009–2010)
- Chris Nail – trummor (1985–1994, 1998–2003, 2008–2010)
- Jay Ceravolo – gitarr (1988–1994, 1998–2003, 2008–2011)
- Frankie Sparcello – basgitarr (1991–1994, 2010–2011; död 2011)[3]
- Seth Davis – trummor (2010– )

Turnerande medlemmar
- Jason Viebrooks – basgitarr (2011– )
- Kevin Thomas – basgitarr (1998)
- Jorge Caicedo – basgitarr (2011)

## Diskografi
Studioalbum
- Slaughter in the Vatican (1990)[4]
- The Law (1992)
- Mourn the Southern Skies (2019)

Livealbum
- Live Death (1994)

Demos
- Get Rude (1986)
- Slaughter in the Vatican (1988)

Singlar
- "Legions of Death (live)" (2019)

Samlingsalbum
- Slaughter In The Vatican / The Law (2003	)